# Norbert Berger (Diplomat)
Norbert Berger (* 22. März 1913 in Berlin; † 14. Oktober 1998 in Bonn) war ein deutscher Diplomat. Er war unter anderem von 1970 bis 1973 Botschafter in Pakistan sowie von 1973 bis 1978 in Peru.

## Leben
Nach dem Abitur studierte Berger Rechtswissenschaften und befand sich von 1938 bis 1939 mit einem Stipendium des Deutschen Akademischen Austauschdienstes (DAAD) zu einem Gaststudienaufenthalt in Santiago de Chile. Bei Ausbruch des Zweiten Weltkrieges ließ er sich in Lima nieder und lebte dort zwei Jahre lang.
Nach dem Zweiten Weltkrieg trat er in den auswärtigen Dienst ein und war nach Abschluss der Laufbahnprüfung 1954 Konsul in Bilbao sowie im Anschluss von 1956 bis 1959 Botschaftsrat an der Botschaft in Spanien. Danach wurde er als Legationsrat Erster Klasse Leiter des Generalkonsulats in Salisbury.
Nach weiteren Verwendungen an Auslandsvertretungen wurde der der CDU nahestehende Berger im Auswärtiges Amt in Bonn als Ministerialdirigent Leiter der Unterabteilung B der Abteilung für Handels- und Entwicklungspolitik.
Am 29. Januar 1970 erfolgte seine Ernennung zum Nachfolger von Günther Scholl als Botschafter in Pakistan. In seiner Amtszeit fand 1970 unter Aufsicht der Bundesbaudirektion die Grundsteinlegung für das heutige Botschaftsgebäude in Islamabad statt, das 1972 eingeweiht wurde.
Im Anschluss wurde er 1973 Botschafter in Peru und war dort Nachfolger von Robert von Förster, während Ulrich Scheske neuer Botschafter in Pakistan wurde. 1978 wurde er in den Ruhestand verabschiedet und von Hans Werner Loeck als Botschafter in Peru abgelöst.
Nach seinem Eintritt in den Ruhestand engagierte er sich im Ibero-Club Bonn, einem Verein zur Förderung der Beziehungen von Deutschland zu Spanien und lateinamerikanischen Staaten und war vom 15. März 1984 bis zum 13. Juli 1987 dessen Präsident.